# Amphisbaena wuchereri
Espèce
Synonymes
- Lepidosternon wuchereri Peters, 1879
- Lepidosternum sinuosum Peracca, 1895

Amphisbaena wuchereri est une espèce d'amphisbènes de la famille des Amphisbaenidae.

## Répartition
Cette espèce est endémique du Brésil. Elle se rencontre dans les États de Bahia, d'Espírito Santo et de Rio de Janeiro.

## Étymologie
Cette espèce est nommée en l'honneur d'Otto Eduard Heinrich Wucherer.

## Publication originale
- Peters, 1879 : Über die Amphisbaenen und eine zu denselben gehörige neue Art (Lepidosternon Wuchereri). Monatsberichte der Königlich Preussischen Akademie der Wissenschaften zu Berlin, vol. 1879, p. 273-277 (texte intégral).